# دیوید باتلر (بازیکن فوتبال، زاده ۱۹۶۲)
دیوید باتلر (انگلیسی: David Butler؛ زادهٔ ۱ سپتامبر ۱۹۶۲) بازیکن فوتبال اهل بریتانیا است.
از باشگاه‌هایی که در آن بازی کرده‌است می‌توان به باشگاه فوتبال ولورهمپتون واندررز، باشگاه فوتبال استافورد رانجرز، و باشگاه فوتبال تورکی یونایتد اشاره کرد.